# تلفاز الليزر

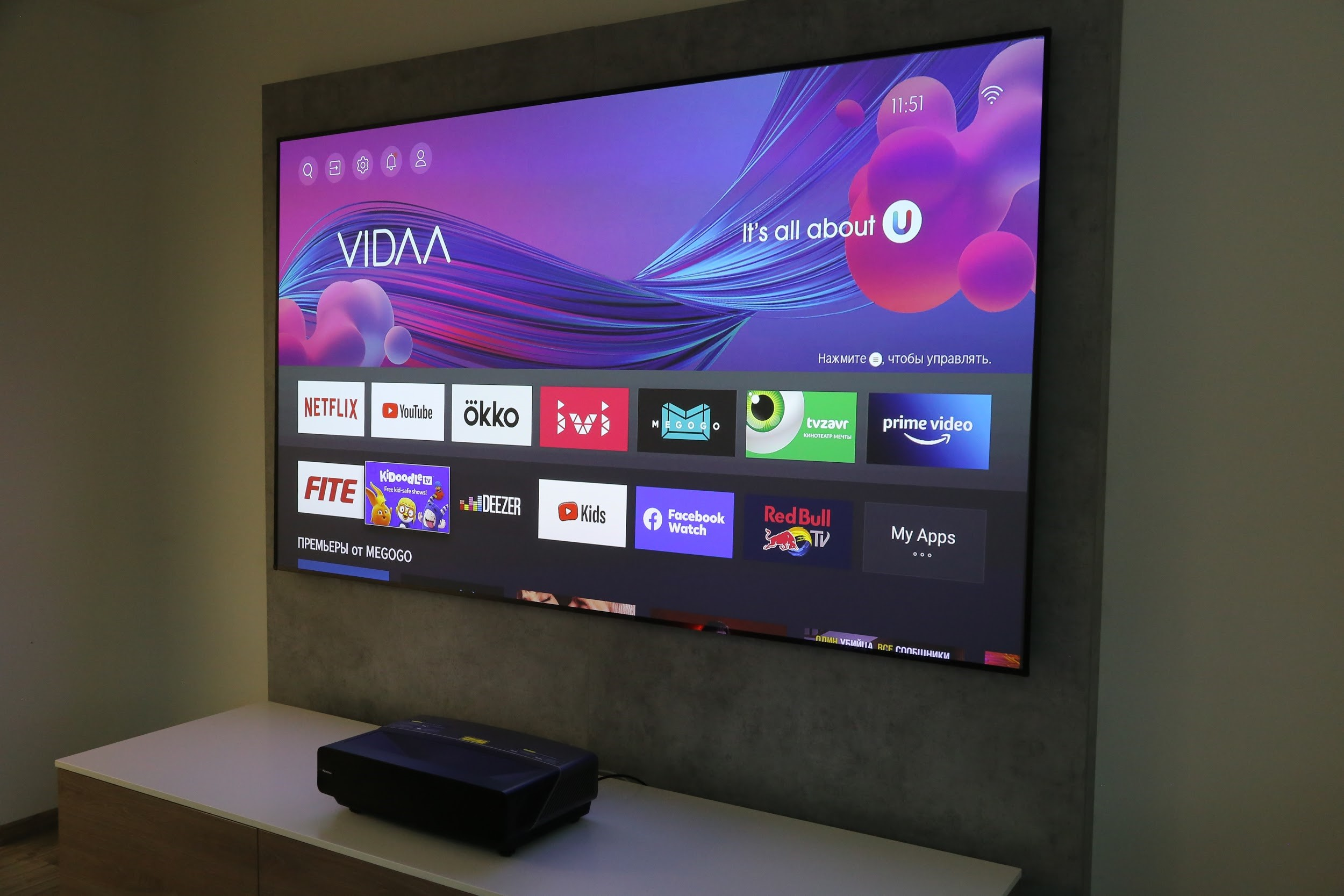
تلفاز الليزر

اقترح منذ مدة طويلة في 1966 م تكنولجيا ليزر الإضاءة ظل مكلف للغاية ليستخدم للتجارة وضعيف في الأداء لتحل بدل المصابيح مع استثناء أجهزة العرض العالية الأداء
,في لاس فيجاس خلال معرض الأجهزة الإلكترونية الاستهلاكية في عام 2006 ، Novalux شركة المطور للNecsel ، وأظهر الليزر مصدر الإضاءة لإسقاط وعرض نموذج أولي الخلفية الإسقاط "الليزر" التلفزيون. أولا تقارير عن التنمية من تلفزيون الليزر التجارية ونشرت في وقت مبكر في 16 شباط / فبراير، 2006 مع قرار على نطاق واسع وفي 7 كانون الثاني / يناير، عام 2008 ، في الحدث المرتبطة خلال معرض الأجهزة الإلكترونية الاستهلاكية عام 2008 ، أصبحت شركة ميتسوبيشي الرقمية والإلكترونيات في الولايات المتحدة الأمريكية، لاعبا رئيسيا في الأسواق، في الليزر الأحمر والشاشات الكبيرة، وأظهرت أول شاشة ليزر في الأسواق 65 بوصة وتدعم 1080 وسمي "ميتسوبيشي
LaserVue
عرض للبيع في معرض متجر للإلكترونيات وغيرها من عدة محلات الأحد، تشرين الثاني / نوفمبر16 لعام 2008
الليزر يمكن أن تصبح مثالية لUHP استبدال المصابيح التي هي حاليا في استخدام أجهزة العرض والإسقاط في مثل الإسقاط الخلفي أمام التلفزيون وأجهزة عرض. أجهزة التلفزيون الحالية قادرة على عرض فقط 40 ٪ من سلسلة الألوان أن البشر يمكن أن تتصور. وفي المقابل، تكنولوجيا الليزر سوف تكون قادرة على استنساخ نحو 80 ٪ من ألوان مرئية للعين البشرية . الليزر في التلفزيون يتطلب ثلاثة متميزة الأطوال الموجية : الأحمر، الأخضر والأزرق. وفي حين أن الليزر الحمراء الثنائيات هي متاحة تجاريا، لا توجد المتاحة تجاريا والخضراء والزرقاء ليزر الثنائيات التي يمكن أن توفر الطاقة اللازمة في درجة حرارة الغرفة مناسبة في الحياة مع الوقت. وبدلا من مضاعفة وتيرة يمكن استخدامها لتوفير الزرقاء والخضراء الأطوال الموجية. عدة أنواع من الليزر يمكن استخدام تواتر مصادر الضعف : ألياف الليزر، وتضاعف تجويف الليزر، والخارجية تضاعفت الليزر تجويف، eVCSELs وOPSLs (بصريا مضخوخ اشباه الموصلات الليزر). ومن بين الضعف بين تجويف الليزر VCSELs وقد أظهرت الكثير من الوعد ويمكن أن يكون أساسا لالمنتجة على نطاق التردد الضعف الليزر. ألف VECSEL هو التجويف الرأسي، ويتكون من اثنين من المرايا. وعلى رأس واحد منهم هو الصمام الثنائي كما النشطة متوسطة. هذه الجمع بين الليزر عالية الكفاءة الشاملة مع حزمة نوعية جيدة. ضوء من السلطة العليا ليزر تحت الحمراء بين الثنائيات هو تحويلها إلى الضوء المرئي بواسطة خارج تجويف waveguided الجيل الثاني متناسق. الليزر البقول مع نحو 10 كيلوهرتز معدل الرسوب وأطوال مختلفة وترسل إلى جهاز رقمي Micromirror حيث توجه كل مرآة نبض أو إما onto الشاشة إلى إغراق. لأن من المعروف جيدا موجات لجميع الطلاءات يمكن أن يكون الأمثل للحد من انعكاسات.
- يكون نصف الوزن والتكلفة للعرض البلازما أو شاشات الكريستال السائل      * يتطلب حوالي 25 ٪ من الطاقة المطلوبة عن طريق عرض البلازما أو شاشات الكريستال السائل      * أن تكون رقيقة جدا مثل البلازما وشاشات الكريستال السائل هي عرض اليوم      * لقد غاية طيف واسع من الألوان. مرتين لون اليوم HDTVs.      * لها 50,000 ساعة الحياة      * الحفاظ على كامل إنتاج الطاقة لعمر الليزر، مما يؤدي إلى وجود الصورة التي لا تتحلل تدريجيا مع مرور الوقت، مثل مع البلازما، وشاشات الكريستال السائل إنبوب أشعة القطب السالب والتكنولوجيا

وهناك تقارير أيضا أن وصف بعض من أوجه القصور الحالية لعروض الليزر، مثل ما يلي :      * السلامة. ارتفاع السلطة متماسك من جانب المنبعثة مصادر الليزر هو يحتمل أن تكون خطرة لحقوق الرؤية. دمج الأجهزة اللازمة ونشرها مع المرشحات تزيل هذا الخطر.
     * الرقطة. ونظرا لضيق متماسك مصدر ضوء، لطخة سيكون في عرض المسألة. هذا وقد تم أيضا مشكلة في عروض الليزر والإضاءة وقد تم حلها من خلال تعديل مصدر للضوء وبالتالي توسيع عرض النطاق الترددي والحد من إمكانية للتدخل متماسك. المطالبة أن هذه المسألة يمكن أن تقلل من استخدام ونشر عناصر مصادر متعددة. هذه، على أنه لا يجوز عرض قرار وتأثير نظام التكلفة.
هو دراسة وتطبيق المصدر أن الأجهزة الإلكترونية، وكشف ومراقبة الخفيفة، وعادة ما يعتبر الفرعي للالضوئية في الميدان. وفي هذا السياق، على ضوء وغالبا ما تتضمن أشكال غير مرئية من الإشعاع مثل أشعة غاما، الأشعة السينية، الأشعة فوق البنفسجية والأشعة تحت الحمراء، بالإضافة إلى الضوء المرئي. إلكتروضوئي الأجهزة الكهربائية لأو بصرية أو البصرية إلى محولات الطاقة الكهربائية، أو الأدوات التي تستخدم هذه الأجهزة في عملها. البصريات الكهربائية هو خطأ كثيرا ما تستخدم مرادفا، ولكنه في الحقيقة أوسع فرع من فروع علم الفيزياء الذي يتناول جميع أوجه التفاعل بين الضوء والمجالات الكهربائية، سواء كانت أو لم تكن تشكل جزءا من جهاز إلكتروني. Optoelectronics على أساس مقدار الميكانيكية الضوء على آثار مواد شبه موصلة، في بعض الأحيان في وجود المجالات الكهربائية